# Clarissa Ward
Clarissa Ward (Londra, 31 gennaio 1980) è una giornalista e conduttrice televisiva statunitense.

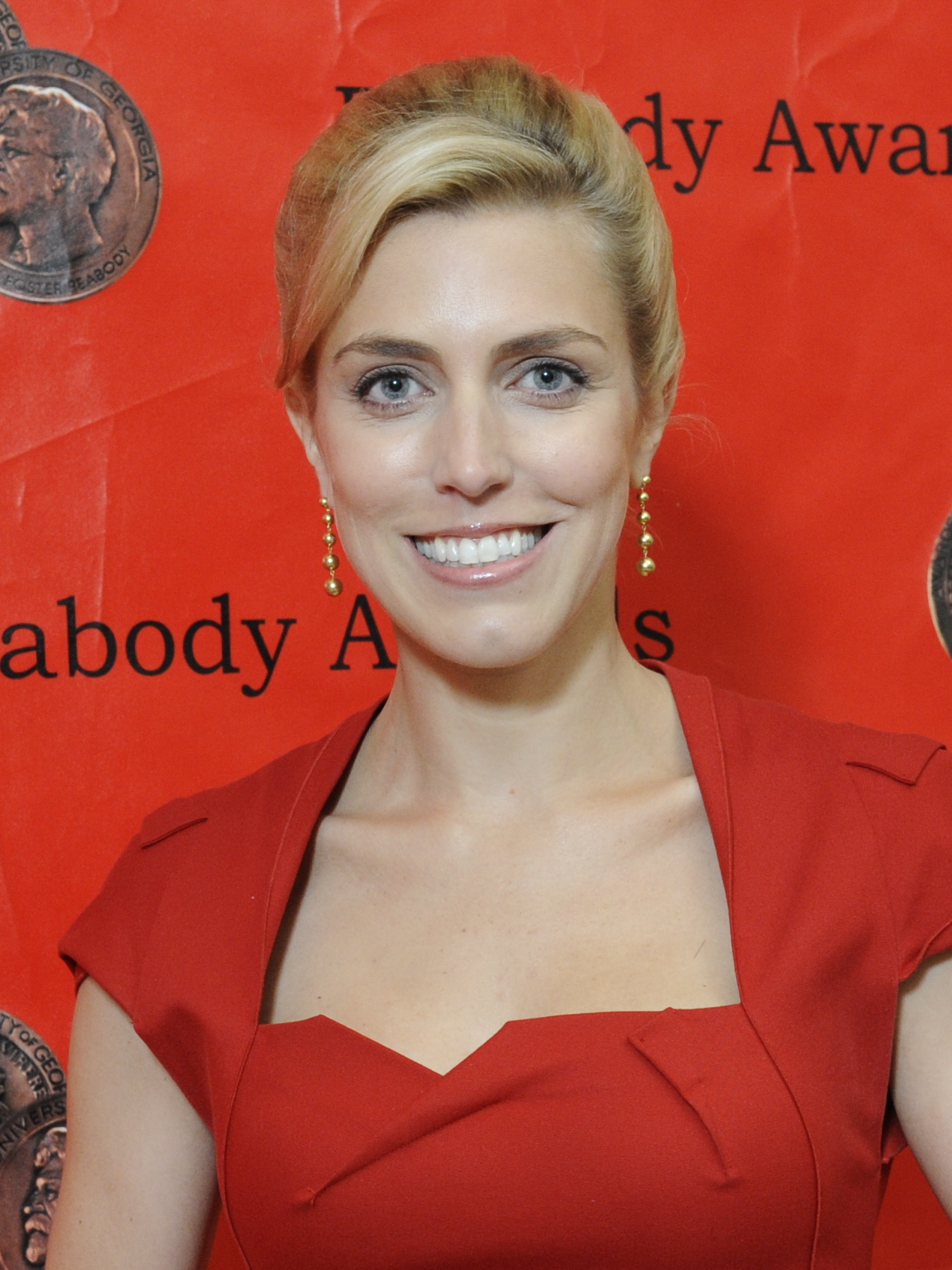
Clarissa Ward nel 2012

Dal 2018 è capo corrispondente internazionale per la CNN (nella quale emittente lavora dal 2015). Prima della CNN stata corrispondente da Mosca per ABC News e ha lavorato per CBS News a Londra.

## Biografia
Ward è nata a Londra da padre britannico e madre americana. È cresciuta a Londra e New York e ha frequentato un collegio britannico. Si è laureata alla Yale University e ha conseguito un dottorato in lettere al Middlebury College.
Ward ha iniziato la sua carriera come assistente durante la notte a Fox News nel 2003. Dal 2004 al 2005, Ward è stata redattrice per Fox News a New York City. Ha lavorato al settore internazionale coordinando la copertura per storie come la cattura di Saddam Hussein, lo tsunami nell'Oceano Indiano nel 2004 e la morte di Yasser Arafat e Papa Giovanni Paolo II. Nel 2006, Ward ha lavorato come produttore sul campo per Fox News. Ha prodotto la copertura della guerra israelo-libanese, il rapimento di Gilad Shalit e la successiva azione militare israeliana nella Striscia di Gaza, il processo a Saddam Hussein e il referendum costituzionale iracheno del 2005.
Prima dell'ottobre 2007, Ward aveva sede a Beirut e lavorava come corrispondente per Fox News. Ha coperto l'esecuzione di Saddam Hussein, l'ondata di truppe della guerra in Iraq del 2007, i disordini dell'Università Araba di Beirut e i bombardamenti di Bikfaya del 2007. Ha condotto interviste con personaggi importanti come il generale David Petraeus, il vice primo ministro iracheno Barham Salih e il presidente libanese Émile Lahoud. Trascorse anche del tempo al seguito dell'esercito statunitense in Iraq, in particolare a Baqubah.

### ABC News
Dall'ottobre 2007 all'ottobre 2010, Ward è stata corrispondente di ABC News con sede a Mosca. Ha parlato della Russia per tutte le trasmissioni e le piattaforme ABC News, tra cui World News con Charles Gibson, Nightline e Good Morning America, così come ABC News Radio e ABC News Now. Nel suo periodo in Russia, Ward ha coperto anche le elezioni presidenziali russe. Era in Georgia al momento dell'intervento russo in territorio georgiano. Ward è stata trasferita a Pechino come corrispondente asiatico di ABC News, dove ha coperto il terremoto e lo tsunami di Tōhoku del 2011 in Giappone. Ha anche coperto la guerra in Afghanistan.

### CBS News
La carriera alla CBS di Ward è iniziata come corrispondente di notizie estere della rete nell'ottobre 2011. Ha lavorato per 60 Minutes e per CBS This Morning a partire da gennaio 2014.

### CNN
Il 21 settembre 2015, la CNN ha annunciato che Ward si stava unendo alla rete con sede a Londra. L'8 agosto 2016, ha parlato a una riunione del Consiglio di Sicurezza delle Nazioni Unite sulla situazione nella Aleppo dilaniata dalla guerra civile, sulla base della sua esperienza di oltre 10 anni corrispondente di guerra.
Nel luglio 2018, la CNN ha nominato Ward il suo principale corrispondente internazionale, subentrando nel ruolo a Christiane Amanpour. Nel 2019, è diventata una delle prime reporter occidentali a riferire sulla vita nelle aree controllate dai talebani in Afghanistan. Nell'agosto 2020, sono emersi rapporti che Ward e il suo team erano sotto sorveglianza mentre si trovavano nella Repubblica Centrafricana nel maggio 2019.
Nel dicembre 2020, in un'indagine congiunta di The Insider e Bellingcat in collaborazione con CNN e Der Spiegel, ha riferito di come i membri del Servizio federale di sicurezza russo (FSB) avevano pedinato Aleksej Naval'nyj per anni, anche prima del suo avvelenamento nell'agosto 2020.  L'indagine ha messo in evidenza l'esistenza di un'unità speciale dell'FSB specializzata in sostanze chimiche e gli investigatori hanno rintracciato i membri dell'unità utilizzando dati di telecomunicazione.
Nel 2021, il reportage di Ward in Myanmar è stato criticato dai giornalisti locali come "giornalismo con paracadute che non serve altro che inseguire valutazioni più elevate" e per aver messo in pericolo la vita e le famiglie di 11 delle persone intervistate.
Nell'agosto 2021 la Ward ha continuato a riprendere per strada gli eventi in Afghanistan dopo l'arrivo dei telebani. Minacciata, ha dovuto lasciare Kabul.
Nel febbraio 2022, la CNN ha schierato Ward, inizialmente, nella città di Kharkiv, al fine di coprire l'inizio dell'invasione russa in Ucraina. Dopo i primi giorni di guerra, è stata trasferita a Kiev, dove si è impegnata in una serie di reportage in tempo di guerra sull'avanzata delle truppe russe e sulla fuga dei rifugiati ucraini lontano dagli attacchi dell'artiglieria russa. È stata tra i giornalisti che si sono recati in Ucraina per fornire informazioni sulla situazione umanitaria dei bambini e dei civili feriti negli ospedali ucraini durante il conflitto.
Nel dicembre 2023, Ward è diventata la prima giornalista occidentale a coprire in modo indipendente la guerra tra Israele e Hamas. In un reportage video di sei minuti, ha descritto le tristi condizioni di Gaza, sottolineando l'impatto sui civili e descrivendole come le peggiori che avesse visto nella Striscia nei suoi 20 anni come reporter. Visitando un ospedale da campo gestito negli Emirati Arabi Uniti, Ward ha assistito al personale medico sopraffatto e ha intervistato una ragazza ferita. Mentre il suo rapporto ha ricevuto elogi, alcuni hanno criticato l'attenzione, sollecitando un uguale riconoscimento per i giornalisti e gli operatori umanitari palestinesi. Ward ha affrontato le controversie del passato, tra cui le accuse di aver fabbricato un rapporto in diretta e di aver citato erroneamente le statistiche delle Nazioni Unite nella sua copertura di Gaza.
Nel dicembre 2024, durante la caduta del regime di Assad, Ward è stata accusata di aver simulato un'intervista con un presunto prigioniero del regime. L'uomo è stato mostrato mentre veniva scoperto dal suo team televisivo in una prigione, nascosto sotto una coperta; in seguito gli era stato detto che era libero di andarsene e il video lo mostrato mentre usciva stringendo il braccio di Ward. Tuttavia, aveva un bell'aspetto e la sua cella era pulita. La CNN ha negato di aver messo in scena il report e ha difeso Ward. Dopo questo episodio, il gruppo siriano di verifica dei fatti Verify-Sy ha scoperto che l'uomo aveva fornito un'identità falsa. La CNN avrebbe poi confermato che l'uomo raffigurato era un ufficiale dei servizi segreti e non un normale cittadino che era stato imprigionato. Identificandosi inizialmente come Adel Ghurbal, si è poi scoperto che era Salama Mohammad Salama, un tenente della direzione dell'intelligence dell'aeronautica militare del regime di Assad.

## Vita privata
Ward si è sposata nel novembre 2016 al Chelsea Old Town Hall di Londra con Philipp von Bernstorff, un gestore di fondi, che ha incontrato a una cena del 2007 a Mosca. Hanno due figli. Ward parla fluentemente francese e italiano, conversa in russo, arabo e spagnolo e conosce il cinese mandarino di base.

## Opere
- (EN) Clarissa Ward, On All Fronts: The Education of a Journalist, New York, Penguin, 2020, ISBN 9780525561477, OCLC 1277023055.

## Premi e riconoscimenti

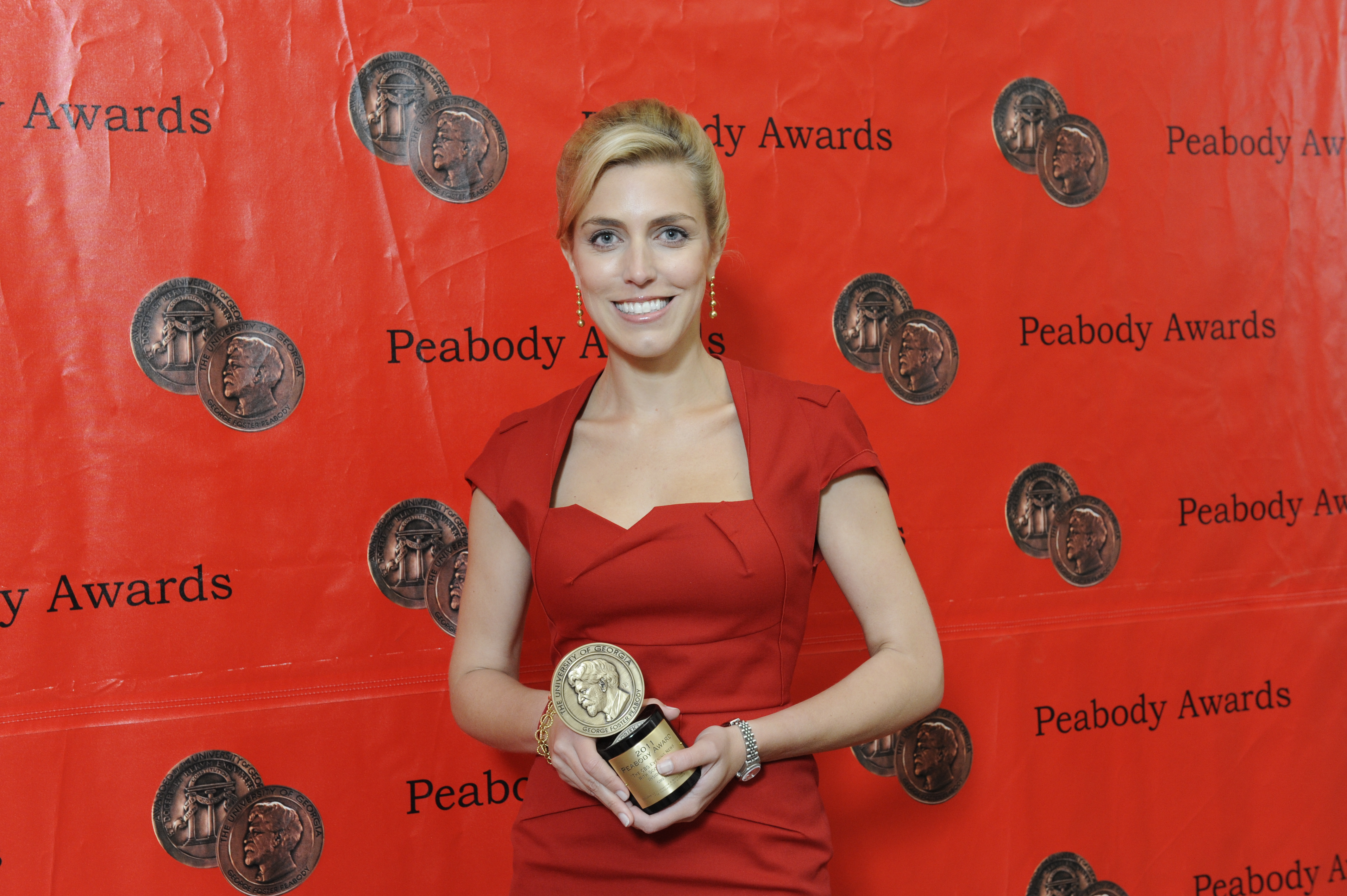
Clarissa Ward nel 2012 con in mano il Peabody Award

- 2011 - Premio Peabody per il suo lavoro sotto copertura durante la rivolta in Siria.[16][17]
- 2013 -  duPont Columbia Award per il suo lavoro in Siria per CBS News.[18]
- 2014 - Murrow Award 2015 per il giornalismo internazionale dalla Washington State University.[19]
- 2016 - Premio Peabody per i reportage della CNN: ISIS in Iraq e Siria, Sotto copertura in Siria, Battaglia per Mosul.[20]
- 2016 - Premio David Kaplan per Undercover in Siria.[21]
- 2016 - Premio per l'eccellenza nel giornalismo internazionale dall'International Center of Journalists.[22]
- 2019 -  Reporter dell'anno per l'Alliance for Women in Media (AWM).[23]
- 2020 -  duPont Award con Nic Robertson per il reportage della CNN sull'omicidio di Jamal Khashoggi.[18]

- Ha anche ricevuto sette Emmy Awards e riconoscimenti dalla Radio and Television Correspondents' Association.[24]